# Stadion Leśny w Kielcach
Stadion Leśny – kompleks parkowo-leśny położony w południowej części Kielc, w pobliżu Pakosza i Baranówka. 
Orientacyjne granice Stadionu Leśnego wyznaczają ulice Marmurowa, Wojciecha Szczepaniaka, aleja Na Stadion, Janusza Kusocińskiego i Okrężna. Do niego bywają także zaliczane tereny leśne leżące na zachód od ul. Kusocińskiego, m.in. tereny zajmowane przez dawną jednostkę wojskową, w której stacjonowała Brygada Łączności Ziemi Kieleckiej. 
W północnej części kompleksu znajduje się Stadion lekkoatletyczny MOSiR i Hala Legionów przy ul. Bocznej, a trochę bardziej na południe, w części noszącej nazwę Park Baranowski, znajduje się hotel Leśny Dwór. Koło niego położony był nieistniejący już basen, którego uroczyste otwarcie odbyło się 12 czerwca 1933 roku. W uroczystości wzięli udział prezydent Rzeczypospolitej Polskiej Ignacy Mościcki oraz biskup polowy Wojska Polskiego Józef Gawlina.  Na północy stadion graniczy też z cmentarzem żydowskim. Od strony wschodniej graniczy z Baranówkiem. Od strony południowej dochodzi do podnóża Pierścienicy wchodzącej w skład Pasma Posłowickiego. Jest to także granica Chęcińsko-Kieleckiego Parku Krajobrazowego. W centrum kompleksu, niedaleko skrzyżowania ul. Szczepaniaka i al. Na Stadion znajdują się dwa boiska treningowe, a po ich zachodniej stronie rowerowy tor przeszkód. Na terenie stadionu znajduje się także ścieżka zdrowia oraz kilka placów zabaw dla dzieci. 
Na terenie dawnej jednostki wojskowej część budynków wykorzystywana jest przez Policję. Mieści się tutaj także Park Stadion, w skład którego wchodzi egzotarium z gadami, karczma, stajnia oraz centrum jeździeckie. Obok znajduje się także pełnowymiarowe boisko piłkarskie. Mieściło się tutaj także zajmujące 23 ha miasteczko namiotowe, w którym mieszkało 8 tysięcy harcerzy – uczestników Ogólnopolskiego Zlotu Harcerstwa Kielce 2007.
W okresie II wojny światowej Stadion Leśny był miejscem masowych egzekucji Kielczan. Został tu rozstrzelany m.in. Wojciech Szczepaniak. Prochy pomordowanych pochowane są na Cmentarzu Partyzanckim. Znajduje się tu również pomnik ofiar Akcji AB (eksterminacja polskiej inteligencji), zamordowanych 12 czerwca 1940 roku.
Teren Stadionu Leśnego przecinają i prowadzą wzdłuż jego granic szlaki turystyczne:
- niebieski szlak spacerowy Kielce, ul. Zamkowa – Stadion Leśny
- żółty szlak spacerowy wokół Kielc
- czarny szlak turystyczny Kielce, ul. Szczepaniaka, MPK – skocznia narciarska na Pierścienicy